# Oetz
Oetz es una localidad del distrito de Imst, en el estado de Tirol, Austria, con una población estimada a principio del año 2018 de 2402 habitantes. 
Se encuentra ubicada al oeste de la ciudad de Innsbruck —la capital del estado—, cerca de la frontera con Alemania, al norte, y con Italia, al sur.

## Galería

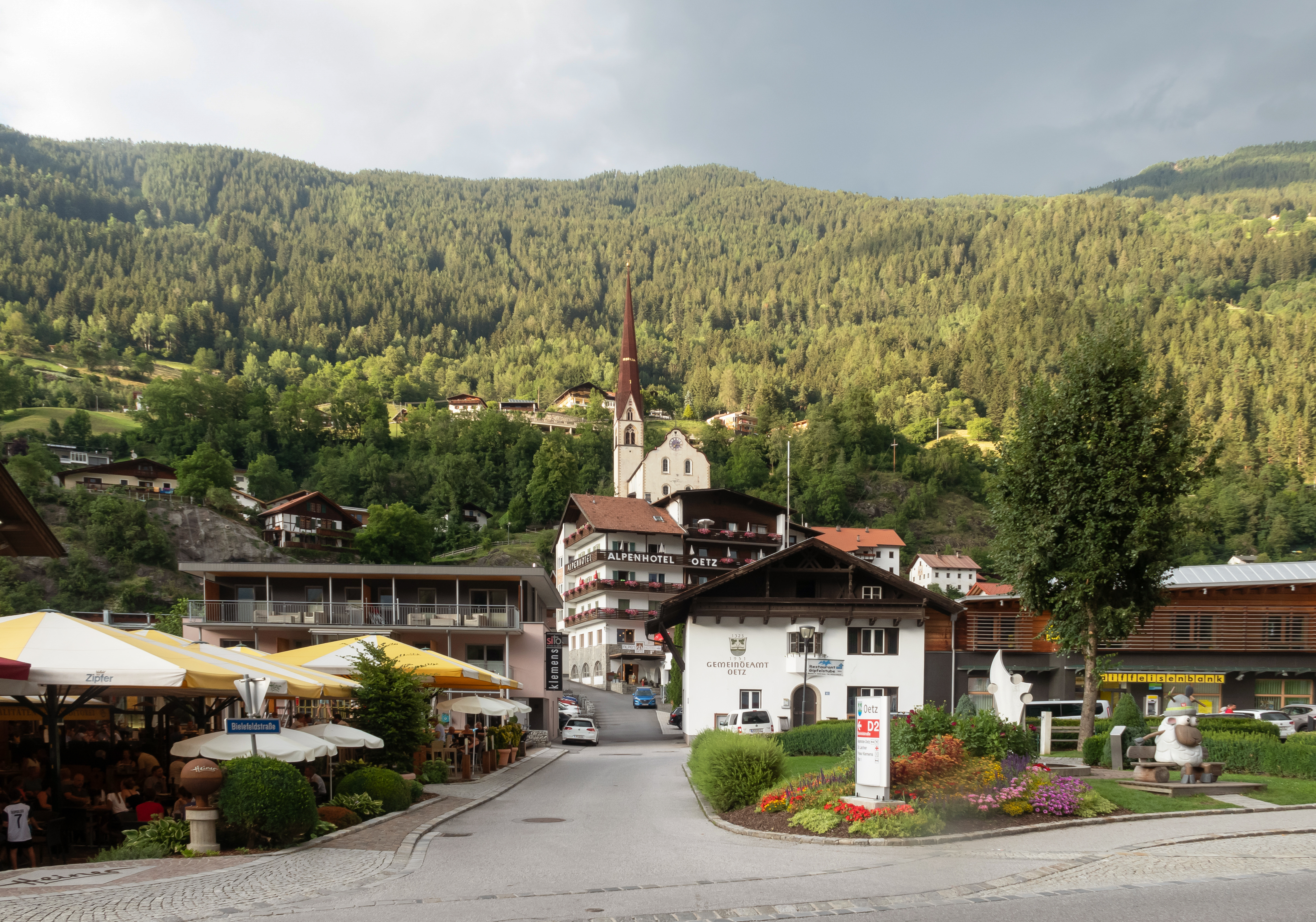
Vista de la Bielefeldstrasse
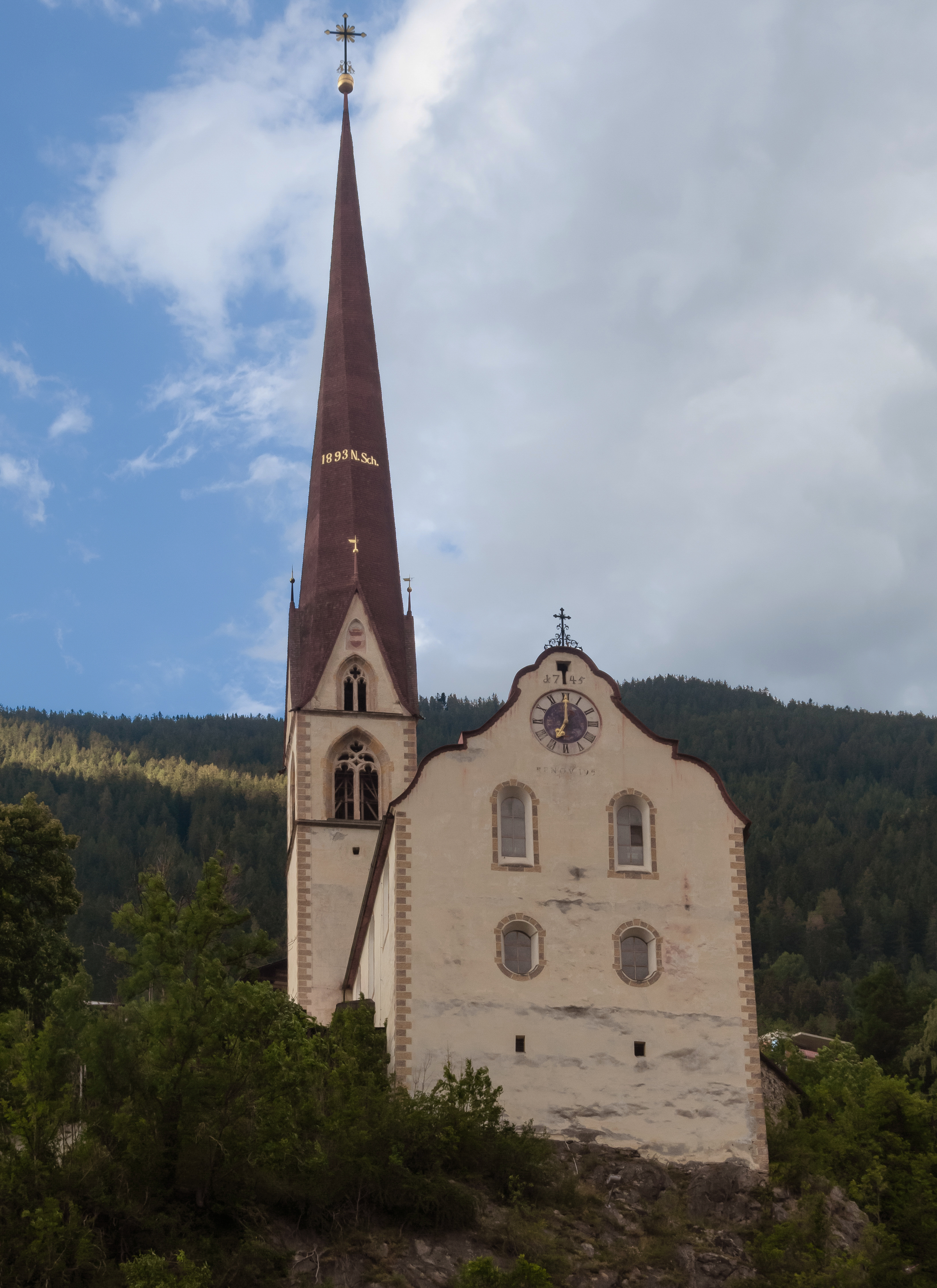
La iglesia de Oetz
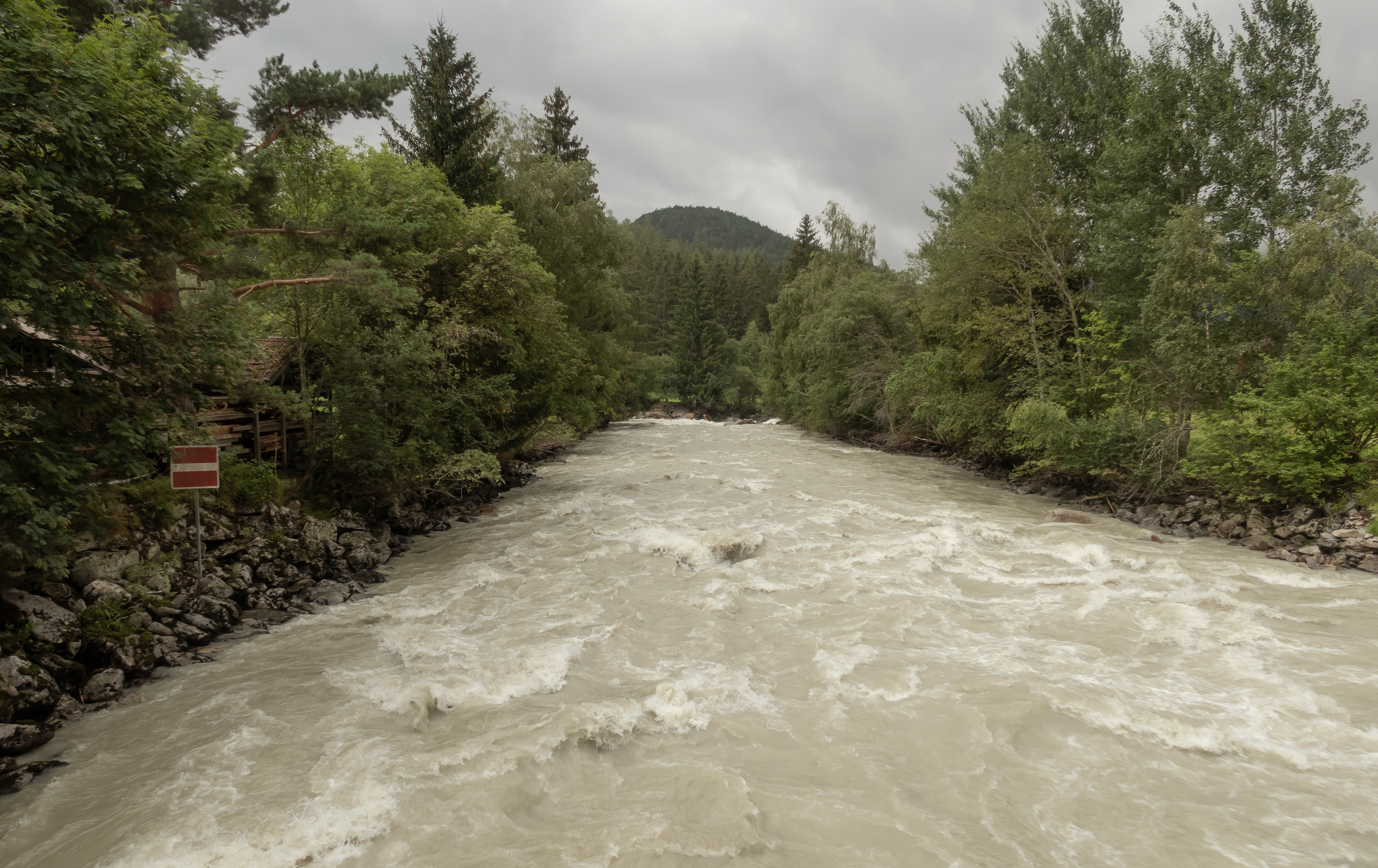
El rio Ötztaler Ache cerca Habichen